# Sitthichai Seangjun
Sitthichai Seangjun (thailändisch สิทธิชัย แสงจันทร์; * 9. Januar 1997), auch als Toey bekannt, ist ein thailändischer Fußballspieler.

## Karriere
Sitthichai Seangjun erlernte das Fußballspielen in der Juniorenmannschaft des Erstligisten Bangkok United. Seinen ersten Vertrag unterschrieb er im Dezember 2018 bei Air Force United. Der Verein aus der Hauptstadt Bangkok spielte in der zweiten Liga. Für Air Force bestritt er zehn Zweitligaspiele. Am Ende der Saison zog sich der Verein aus dem Spielbetrieb zurück. Im Januar 2020 wechselte er zum Zweitligisten Samut Sakhon FC. Für den Verein aus Samut Sakhon kam er jedoch nicht zum Einsatz. Ende September 2020 nahm ihn der Drittligist Nonthaburi United S.Boonmeerit FC unter Vertrag. Mit dem Bangkoker Verein spielte er 41-mal in der Bangkok Metropolitan Region. Im Sommer 2021 wechselte er zum in der Western Region spielenden Hua Hin City FC. Nach sechs Ligaspielen wurde sein Vertrag im Dezember 2023 nicht verlängert. Im Sommer 2024 nahm ihn der ebenfalls in der Western Region spielenden Thap Luang United FC aus der Provinz Nakhon Pathom unter Vertrag. Nach fünf Ligaspielen wechselte er im Januar 2025 in die Northern Region. Hier schloss er sich in Phitsanulok dem Phitsanulok FC an.